# 彼得斯基兴
彼得斯基兴是奥地利上奥地利州因克赖斯地区里德县的一个市镇。总面积10平方公里，总人口698人，人口密度69.8人/平方公里（2005年）。